# Too Good
Too Good è un singolo del rapper canadese Drake, pubblicato come quarto singolo estratto dal suo quarto album in studio Views. Il brano è eseguito con la collaborazione della cantante barbadiana Rihanna ed è stato pubblicato per il Regno Unito il 15 maggio 2016. Il brano è stato scritto dallo stesso Drake insieme a Rihanna, Nineteen85, Maneesh Bidaye, Supa Dups, Andrew Hershey e Popcaan, e prodotto da Nineteen85 e Supa Dups.
Il brano usa un campionamento del brano Love Yuh Bad di Popcaan.

## Pubblicazione
Il brano è stato inizialmente pubblicato come quarto singolo per il mercato britannico, e successivamente come quinto singolo per quello statunitense il 26 luglio, quando sarà inviato alle radio statunitensi. Il 7 ottobre 2016 è stato inviato nelle stazioni radiofoniche italiane.

## Accoglienza
Matthew Ramirez di Pitchfork ha definito il brano "miglior nuova canzone" del giorno e una perla dell'album Views.

## Classifiche
| Classifica (2016) | Posizione massima |
| ----------------- | ----------------- |
| Australia         | 3                 |
| Austria           | 38                |
| Belgio (Fiandre)  | 9                 |
| Belgio (Vallonia) | 37                |
| Canada            | 9                 |
| Danimarca         | 14                |
| Francia           | 29                |
| Germania          | 30                |
| Irlanda           | 7                 |
| Italia            | 33                |
| Norvegia          | 27                |
| Nuova Zelanda     | 4                 |
| Paesi Bassi       | 6                 |
| Regno Unito       | 3                 |
| Spagna            | 41                |
| Stati Uniti       | 14                |
| Stati Uniti (Rap) | 1                 |
| Stati Uniti (R&B) | 3                 |
| Svezia            | 13                |
| Svizzera          | 25                |